# Halterofilismo nos Jogos Olímpicos de Verão de 2024 - Mais de 81 kg feminino
A categoria mais de 81 kg feminino do halterofilismo nos Jogos Olímpicos de Verão de 2024 ocorreu na Arena 6 Paris Sul em Paris, França, em 11 de agosto de 2024. Um total de 12 halterofilistas, cada uma representando um Comitê Olímpico Nacional (CON), participaram do evento.

## Qualificação
Até 12 halterofilistas poderiam se qualificar, com as vagas sendo alocadas da seguinte forma:
- Dez pelo ranking de qualificação olímpica da Federação Internacional de Halterofilismo (IWF);
- Uma pelo ranking de qualificação olímpica continental da IWF;
- Uma para o país anfitrião ou pelo princípio de universalidade.

## Calendário
Horário local (UTC+2)
| Data                 | Hora  | Fase  |
| -------------------- | ----- | ----- |
| 11 de agosto de 2024 | 11:30 | Final |

## Medalhistas
| Ouro   | CHN Li Wenwen      |
| Prata  | KOR Park Hye-jeong |
| Bronze | GBR Emily Campbell |

## Recordes
Antes desta competição, os seguintes recordes eram estabelecidos:
| Recorde          | Tipo      | Halterofilista | Peso   | Local     | Data                |
| Recorde mundial  | Arranque  | Li Wenwen      | 148 kg | Tasquente | 25 de abril de 2021 |
| Recorde mundial  | Arremesso | Li Wenwen      | 187 kg | Tasquente | 25 de abril de 2021 |
| Recorde mundial  | Total     | Li Wenwen      | 335 kg | Tasquente | 25 de abril de 2021 |
|                  |           |                |        |           |                     |
| Recorde olímpico | Arranque  | Li Wenwen      | 140 kg | Tóquio    | 2 de agosto de 2021 |
| Recorde olímpico | Arremesso | Li Wenwen      | 180 kg | Tóquio    | 2 de agosto de 2021 |
| Recorde olímpico | Total     | Li Wenwen      | 320 kg | Tóquio    | 2 de agosto de 2021 |

## Resultados
| Pos.              | Halterofilista      | CON                      | Arranque (kg) | Arranque (kg) | Arranque (kg) | Arranque (kg) | Arremesso (kg) | Arremesso (kg) | Arremesso (kg) | Arremesso (kg) | Total |
| Pos.              | Halterofilista      | CON                      | 1             | 2             | 3             | Result.       | 1              | 2              | 3              | Result.        | Total |
| ----------------- | ------------------- | ------------------------ | ------------- | ------------- | ------------- | ------------- | -------------- | -------------- | -------------- | -------------- | ----- |
| Medalha de ouro   | Li Wenwen           | CHN China                | 130           | 136           | —             | 136           | 167            | 173            | 174            | 173            | 309   |
| Medalha de prata  | Park Hye-jeong      | KOR Coreia do Sul        | 123           | 127           | 131           | 131           | 163            | 168            | 173            | 168            | 299   |
| Medalha de bronze | Emily Campbell      | GBR Grã-Bretanha         | 119           | 123           | 126           | 126           | 162            | 169            | 174            | 162            | 288   |
| 4                 | Lisseth Ayoví       | ECU Equador              | 117           | 121           | 123           | 123           | 156            | 160            | 162            | 160            | 283   |
| 5                 | Mary Theisen-Lappen | USA Estados Unidos       | 115           | 118           | 119           | 119           | 155            | 162            | 165            | 155            | 274   |
| 6                 | Duangaksorn Chaidee | THA Tailândia            | 120           | 120           | 120           | 120           | 152            | 156            | 160            | 152            | 272   |
| 7                 | Halima Abbas        | EGY Egito                | 110           | 115           | 118           | 115           | 135            | 140            | 145            | 145            | 260   |
| 8                 | Naryury Pérez       | VEN Venezuela            | 114           | 117           | 117           | 114           | 140            | 145            | —              | 145            | 259   |
| 9                 | Crismery Santana    | DOM República Dominicana | 111           | 115           | 118           | 118           | 140            | 140            | 140            | 140            | 258   |
| 10                | Tursunoy Jabborova  | UZB Uzbequistão          | 112           | 116           | 118           | 118           | 133            | 138            | 138            | 133            | 251   |
| 11                | Iuniarra Sipaia     | SAM Samoa                | 100           | 105           | 110           | 105           | 141            | 141            | 148            | 141            | 246   |
| 12                | Nurul Akmal         | INA Indonésia            | 105           | 110           | 110           | 105           | 140            | 145            | 151            | 140            | 245   |

Legenda
| Recorde mundial      | Recorde mundial (World record)               |                       | Recorde africano                      | Recorde africano (African) |                                           | Q | Classificado por posição (Qualified) |
| Recorde olímpico     | Recorde olímpico (Olympic record)            | Recorde da América    | Recorde da América (Americas)         | q                          | Classificado por melhor tempo (Qualified) |   |                                      |
| Melhor marca do ano  | Melhor marca do ano (World leading)          | Recorde asiático      | Recorde asiático (Asian)              | DNS                        | Não largou (Did not start)                |   |                                      |
| Recorde nacional     | Recorde nacional (National record)           | Recorde europeu       | Recorde europeu (European)            | DNF                        | Não terminou (Did not finish)             |   |                                      |
| Recorde pessoal      | Recorde pessoal do atleta (Personal best)    | Recorde da Oceania    | Recorde da Oceania (Oceania)          | DSQ / DQ                   | Desclassificado (Disqualified)            |   |                                      |
| Recorde da temporada | Recorde da temporada do atleta (Season best) | Recorde sul-americano | Recorde sul-americano (South America) | NM                         | Sem marca (No mark)                       |   |                                      |